# Dicropaltum pawneeae
Dicropaltum pawneeae är en tvåvingeart som beskrevs av Martin 1975. Dicropaltum pawneeae ingår i släktet Dicropaltum och familjen rovflugor. Inga underarter finns listade i Catalogue of Life.